# 扁尾薄鳅
扁尾薄鳅（学名：Leptobotia tientaiensis）为鳅科薄鳅属的鱼类。在中国，分布于浙江灵江水系等。该物种的模式产地在浙江天台。

## 亚种
- 闽江扁尾薄鳅（学名：Leptobotia tientaiensis compressicauda），Nichols于1931年命名，是中国的特有物种。分布于闽江水系等。该物种的模式产地在福建崇安。[2]
- 汉水扁尾薄鳅（学名：Leptobotia tientaiensis hansuiensis），Fang et Xu于1980年命名，是中国的特有物种。分布于四川省的任河上游有分布等。该物种的模式产地在陕西皋县。[3]
- 天台扁尾薄鳅（学名：Leptobotia tientaiensis tientaiensis），Wu于1930年命名，是中国的特有物种。[4]

## 扩展阅读
維基物種上的相關：扁尾薄鳅